# سانجی کومار
سانجی کومار به (هندی Sanjay kumar) بازیکن والیبال اهل هندوستان است. پست او پشت خط زن است.

## باشگاهی
سانجی سابقه بازی در لیگ های هند ، عربی ، ایران را دارد. کومار ، سابقه پوشیدن پیراهن تیم پرسپولیس و کاله را در لیگ برتر والیبال ایران را دارد.

## دست آوردها
سانجی در مسابقات والیبال کاپ آسیا ۲۰۱۰ که در ارومیه برگزار شد جایزه امتیاز آورترین بازیکن مسابقات را به خود اختصاص داد.